# Elmar Baxşiyev
Elmar Baxşiyev (Qusar, 3 agosto 1980) è un ex calciatore azero, di ruolo centrocampista, tecnico dell'Araz.

## Carriera

### Club
Ha sempre giocato nella massima serie del proprio paese con varie squadre.

### Nazionale
Debutta nel 2004 con la nazionale azera, giocando 30 partite.

## Palmarès

### Giocatore

#### Competizioni nazionali
- Campionato azero: 1

Neftci Baku: 2010-2011

### Allenatore

#### Competizioni nazionali
- Coppa d'Azerbaigian: 1

Qəbələ: 2022-2023